# Подорож уаба
«Подорож уаба» (англ. Beyond Lies the Wub) — науково-фантастичне оповідання американського письменника Філіпа К. Діка. Вперше вийшло в липні 1952 року у видавництві «Fiction House» у журналі Planet Stories. Увійшло до збірок «Машина збереження» (англ. The Preserving Machine) 1969 року, «Найкраще Філіпа К. Діка» (англ. The Best of Philip K. Dick) 1977 року. Також є заголовним твором у першому томі «Зібраної короткої прози Філіпа К. Діка» 1987 року.
Вперше українською мовою оповідання вийшло у «Видавництві Жупанського» 2019 року в першому томі «Повного зібрання короткої прози» Філіпа К. Діка у перекладі Віталія Корсуна.

## Сюжет
Капітан Франко разом зі своєю командою на Марсі завантажує космічний корабель птахами і тваринами. Петерсон, член команди купує у марсіанського тубільця тварину, схожу на свиню, що місцеві називають «уаб» і пропонує її з'їсти. Капітан погоджується. 
Однак, під час польоту члени команди розуміють, що уаб може розмовляти. Капітан запрошує його до свого кабінету. Уаб розповідає про себе, про свою здатність «читати думки», і говорить, що не хоче ставати їжею. Капітан категоричний, каже, що на кораблі бракує їжі. Уаб, захищаючись, «силою думки» паралізовує капітана біля дверей кабінету і повертається до кают-компанії. Капітана знаходить Джонс, інший член команди та приводить до тями.
В кают-компанії Петерсон і уаб обговорюють міфологічні символи та подорож Одіссея. В приміщенні з'являється капітан та наполягає на вбивстві уаба. Команда проти вбивства чуттєвої істоти. Попри протести, капітан застрелює уаба і кок готує з його м'яса страву. Під час приймання їжі панує гнітюча атмосфера, деякі не доторкуються до страви і виходять з-за столу. Єдиний, хто насолоджується їжею — капітан Франко. Раптово, він звертається до Петерсона і пропонує продовжити перервану розмову про Одіссея.

## Видання українською мовою
- Дік, Філіп. К. Повне зібрання короткої прози. Том 1 / Пер. з англ.: Віталій Корсун, Ігор Гарнік, Єгор Поляков; передмова: Віталій Корсун; післямова: Ната Гриценко. — Київ: Видавництво Жупанського, 2019. — (Ad Astra) — 600 с. ISBN 978-617-7585-07-6
  - Подорож уаба (з 35 с. по 43 с.; переклав Віталій Корсун)